# Amelia Bence
Amelia Bence, właśc. María Amelia Batvinik (ur. 13 listopada 1914 w Buenos Aires, zm. 8 lutego 2016 tamże) – argentyńska aktorka. Była jedną z najwybitniejszych gwiazd argentyńskiego kina lat 40 i 50 XX wieku. Pracowała przez osiem lat w Argentyńskiej Szkole Filmowej od 1933 po ostatnim występie w 2004 roku. 